# Васильев, Лев Борисович
Лев Бори́сович Васи́льев (7 февраля 1925, Москва, СССР — 21 августа 2023, Москва, Россия) — советский государственный и хозяйственный деятель. Герой Социалистического Труда (1977).
Генеральный директор завода «КамАЗ» с 1969 по 1981 годы. Возглавлял завод с начала возведения объектов автогиганта и строящегося рядом с ним автограда — до сдачи в эксплуатацию второй очереди «КамАЗа».

## Биография

### Ранние годы
Лев Борисович Васильев родился в Москве 7 февраля 1925 года. В 1959 году окончил вечернее отделение Московского автомеханического института по специальности «инженер-механик».

### Военные годы
Трудовую деятельность начал в 1941 году грузчиком, а затем шофёром автобазы Наркомата речного флота СССР в Ульяновске и Москве. С 1943 года служил рядовым в 96-й гвардейской стрелковой дивизии, был тяжело ранен. Лечился в госпитале в городе Энгельсе. После госпиталя, получив бронь, работал шофёром автобазы Наркомата речного флота СССР в Ульяновске. С 1945 года — шофер автобазы Госснаба СССР.

### После войны
С 1949 года начал работать на Московском заводе малолитражных автомобилей («Москвич»). Прошел ступени от инженер-инспектора до директора завода (с 1963 года). В 1968—1983 годах — заместитель министра автомобильной промышленности СССР. Одновременно в 1969—1981 годах — генеральный директор Камского объединения по производству большегрузных автомобилей («КАМАЗ»).
В 1981—1983 годах — генеральный директор производственного объединения «Москвич» и автомобильного завода им. Ленинского комсомола. С 1983 года — заместитель председателя Госплана СССР. С 1984 года — министр машиностроения для легкой и пищевой промышленности и бытовых приборов СССР. С 1988 года — заместитель председателя Государственной комиссии Совета Министров СССР по военно-промышленным вопросам.

### Общественная деятельность
Васильев был членом Коммунистической партии СССР с 1951 года. Был избран кандидатом в члены ЦК КПСС (в 1986—1990 годах). Делегат XXIII (1966), XXV—XXVII (1976, 1981) съездов КПСС.
Избирался депутатом Верховного Совета СССР 10-11 созывов (1979—1989). Депутат Моссовета в 1967—1970 годах, Верховного Совета ТАССР в 1971—1980 годах.
В 1971—1981 годах избирался членом парткома «КамАЗ», членом бюро Набережночелнинского горкома КПСС, а также Татарского обкома КПСС.

### Смерть
Последние годы Васильев жил в Москве. С июня 1990 года являлся персональным пенсионером союзного значения. Лев Борисович умер 21 августа 2023 года в возрасте 98 лет. Похоронен на Троекуровском кладбище (уч. 35).

## Награды
- Герой Социалистического Труда (1977);
- Два ордена Ленина,
- Орден Октябрьской Революции,
- Орден Отечественной войны 1-й степени,
- Три ордена Трудового Красного Знамени.
- Орден «За заслуги перед Республикой Татарстан» (2019 год) — за значительный вклад в развитие отечественного машиностроения и многолетнюю плодотворную работу[4].
- Медаль «100 лет образования Татарской Автономной Советской Социалистической Республики» (2020 год)[5].